# Cattive compagnie (film 1990)
Cattive compagnie (Bad Influence) è un film del 1990, diretto dal regista Curtis Hanson è interpretato da Rob Lowe e James Spader.

## Trama
Il giovane Michael, yuppie represso e fidanzato con una facoltosa ragazza perbene, viene avvicinato dal misterioso ed estroverso Alex, il quale lo affascina con il suo modo di fare disinibito. Alex coinvolge Michael in un turbine di esperienze al limite della legalità, facendogli rompere il fidanzamento, "aiutandolo" nel lavoro e spingendolo a scoprire la sua parte più nascosta. Quando si arriverà all'omicidio, però, Michael tenterà di venirne fuori.